# Esmailin Caridad
Esmailin Manuel Caridad (nacido el 28 de octubre de 1983 en Bajos de Haina) es un lanzador derecho dominicano que juega para los Cachorros de Chicago en el béisbol de Grandes Ligas.
Pasó la mayor parte de la temporada 2007 en la Academia Dominicana de los Hiroshima Toyo Carp en la República Dominicana. En esa temporada, hizo dos apariciones como relevista para el equipo sin permitir carreras en la Liga Japonesa. Los Cachorros lo firmaron en la siguiente temporada. Hizo su debut en Grandes Ligas el 10 de agosto de 2009 contra los Rockies de Colorado.
Caridad fue colocado en la lista de lesionados de 15 días el 19 de mayo de 2010 debido a una cepa del codo derecho.